# Образование в Нигерии
Образование в Нигерии (англ. Education in Nigeria) представлено как сетью государственных, так и частных учебных заведений.

## Образовании в период колонии и настоящее время
Прогресс в области образования был медленным, но устойчивым на протяжении всей колониальной эпохи вплоть до конца Второй мировой войны. к 1950 году в стране была разработана трехуровневая система начального, среднего и высшего образования, основанная на британской модели широкого участия в нижней части, сортировка на академическую и профессиональную подготовку на среднем уровне, а также высшее образование для небольшой элиты, предназначенной для руководства. Накануне обретения независимости в конце 1950-х годов Нигерия пережила десятилетие исключительного роста образования, что привело к движению за всеобщее начальное образование в Западном регионе. На севере страны число учащихся начальных школ возросло с 66 000 в 1947 году до 206 000 в 1957 году, на Западе (в основном в районах Йорубы) - с 240 000 до 983 000 за тот же период и на востоке-с 320 000 до 1 209 000 человек. Число учащихся со средним образованием возросло с 10 000 в целом по стране в 1947 году до 36 000 в 1957 году; однако 90 процентов из них были на юге.
Один исследователь отметил, что в 1980-х годах в Нигерии было самое низкое число местных инженеров на душу населения из всех стран третьего мира. К сожалению, ничего не было сделано для исправления ситуации. Преподавание английского языка, который был языком обучения за пределами начальной школы, достигло такого низкого уровня, что преподаватели университета жаловались, что они не могут понять письменную работу своих студентов. К 1990 году кризис в сфере образования был таков, что было предсказано, что к концу десятилетия в стране будет недостаточно кадров для управления основными службами. Была выражена надежда на то, что публикация критических трудов и международное внимание к этому кризису могут обратить вспять ситуацию до того, как Нигрия потеряет целое поколение или более своей квалифицированной рабочей силы.

## Начальное и среднее образование
Закон об образовании делает обучение в школе обязательным для детей в возрасте от 6 до 15 лет.

## Высшее образование
Английский язык является языком обучения в университетах Нигерии. Академический год длится с октября по сентябрь.

### Государственные университеты
В государственных университетах не хватает мест для желающих получить высшее образование нигерийцев.

### Частные университеты
С 1993 года в стране появились частные университеты, программа преподавания в которых, однако, должна совпадать с государственной.

## Доступность женского образования
Говоря о доступности образования для женщин, можно заметить, что в период 1990-1999 гг. в целом по стране процент девочек в начальной школе вырос с 43,2 до 44,5%, а в средней с 42,7 до 47%. В то же время, процент студенток не изменялся и остался на уровне 29,8% (с. 364). Более того, поскольку рост населения опережал темпы создания новых школ, в 1980 г. неграмотных женщин в Нигерии было 60%, а в 1995 г. - 63%. Уровень неграмотности женщин по стране сильно различается, если на Севере 65,7% женщин неграмотны, то на Юге -только 31,1% (с. 368). Таким образом, авторы делают вывод о доступности для женщин только начального и среднего образования и остающемся традиционно низким проценте грамотных женщин на мусульманском Севере.